# Mono (île)
Pour les articles homonymes, voir Mono.
L'île Mono est la plus grande des îles du Trésor, dans la Province occidentale des îles Salomon. On y parle le mono. Le village de Famalai est le centre habité. L'île est entourée de falaises calcaires d'environ 20 m de haut. Sa population est estimée à 1 800 habitants.

## Guerre du Pacifique
Les Japonais ont occupé Mono lors de leur invasion des îles Salomon en 1942. Le 27 octobre 1943, la 8e brigade de la 3e division néo-zélandaise et le 87e bataillon de construction américain ont débarqué à deux endroits : au sud à Falamai, où les Japonais avaient leur quartier général sur l'île, et à Soanotalu au nord. Le 7 novembre, ils avaient pris le contrôle de l'île, au prix de douze morts américains et quarante morts néo-zélandais. Pour les Néo-zélandais, c'était la première opération amphibie depuis la bataille des Dardanelles.

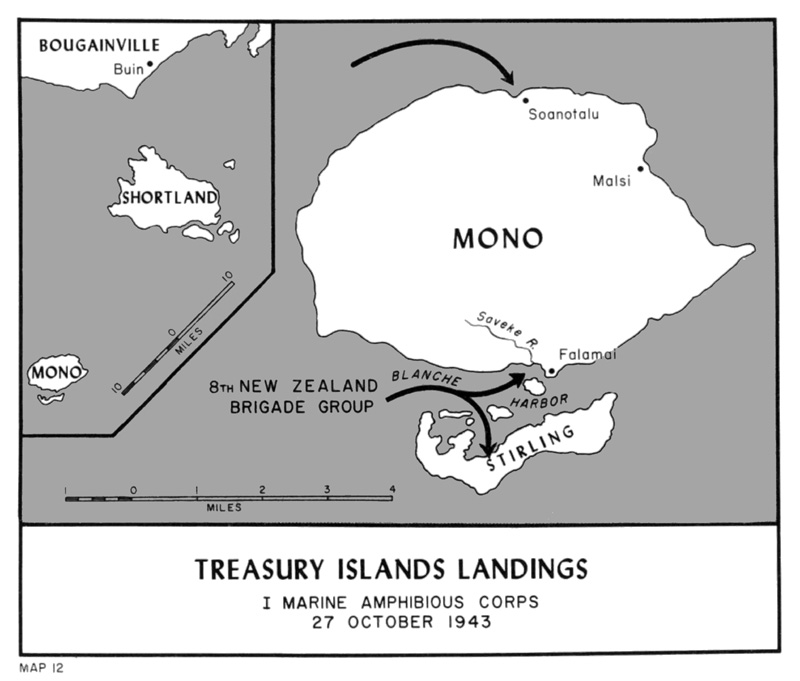
Carte des débarquements alliés sur Mono et Stirling (en)
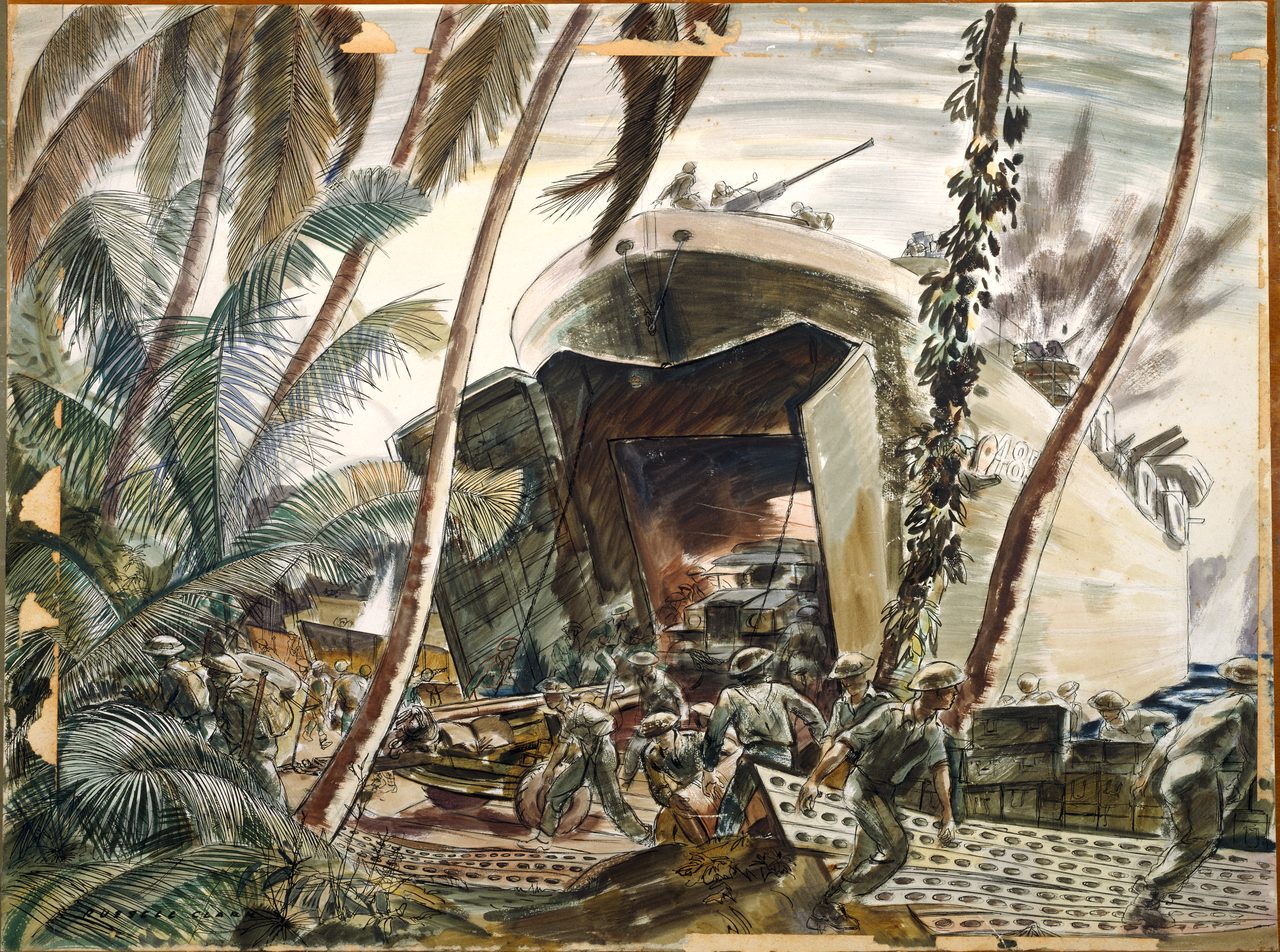
Landing Ships Under Fire, Treasury Island, 1943 (débarquement de la 3e division néo-zélandaise à Mono, par le peintre Russell Clark).

L'île Stirling (en), juste au sud, a été transformée par les Alliés en aéroport (abandonné après la guerre).